# Ключ (фільм, 1980)
«Ключ» (рос. «Ключ») — радянський драматично-комедійний двохсерійний телефільм 1980 року режисера Олексія Корєнєва.
Фільм доступний для перегляду на платформах «Okko» і «Дивимся!».

## Сюжет
Женя і її наречений трудяться на комсомольському будівництві.  Молоді люди вирішують тут же, не відриваючись від роботи, провести весілля.
Під час гучного студентського свята секретар комсомольської організації вирішує зробити молодятам подарунок. З урочистістю він підносить їм ключ від квартири, якої ще немає!
Оскільки будинок не добудований і жодних квартир, а, значить, і дверей ще немає, то щоб не псувати святковість моменту, секретар дарує ключ від дверей власного кабінету. Молодята вирішили, що якщо житло їм подарували лише на словах, то жити вони можуть в кабінеті біля профорга.

## У ролях
- Володимир Ізотов — Олександр Єршов, чоловік Жені Степанової, будівельник
- Олена Циплакова — Женя Степанова, дружина Олександра Єршова, будівельниця
- Юрій Шликов — Валерій Семенов
- Петро Щербаков — Роман Медведєв
- Михайло Бичков — Попов, старший прораб
- Олександр Коршунов — Гогі Галієв, мешканець Баку
- Марина Дюжева — Аня, дружина Валерія Семенова
- Валерій Носик
- Георгій Бурков — Петро Миколайович Єрохін, капітан міліції
- Тетяна Хорошевцева — Люся Кукушкіна «Люсенька»
- Володимир Коровкін — Молотков
- Валентина Тализіна — Світлана, дружина Романа Медведєва

## Зйомочна група
- Автор сценарію — Віктор Левашов
- Режисер-постановник — Олексій Корєнєв
- Оператор-постановник — Олександр Воропаєв
- Художник-постановник — Валентина Гордеєва
- Композитор — Олександр Журбін

Фільм знято на плівку шосткинського хімкомбінату «Свема».

## Музика до фільму
В фільмі звучать пісні, написані композитором Олександром Журбіним і поетом Леонідом Дербеньовим:
- «Будиночок картковий» — виконає Петро Щербаков.

## Прем'єра на ТБ
Прем'єра фільму відбулася 28 червня 1980 року на Центральному телебаченні СРСР. Перша серія вийшла в ефір в 19:50, а друга в 21:35, після програми «Час», яка йшла в ефірі в 20:00.

## Цензура
Фільм містить комуністичні та ситуаційні сцени. Під час відкриття Олімпійських ігор 1980 року фільм вперше вийшов в ефір 28 червня 1980 року, а після цього назавжди зник з екранів.